# 수호초속

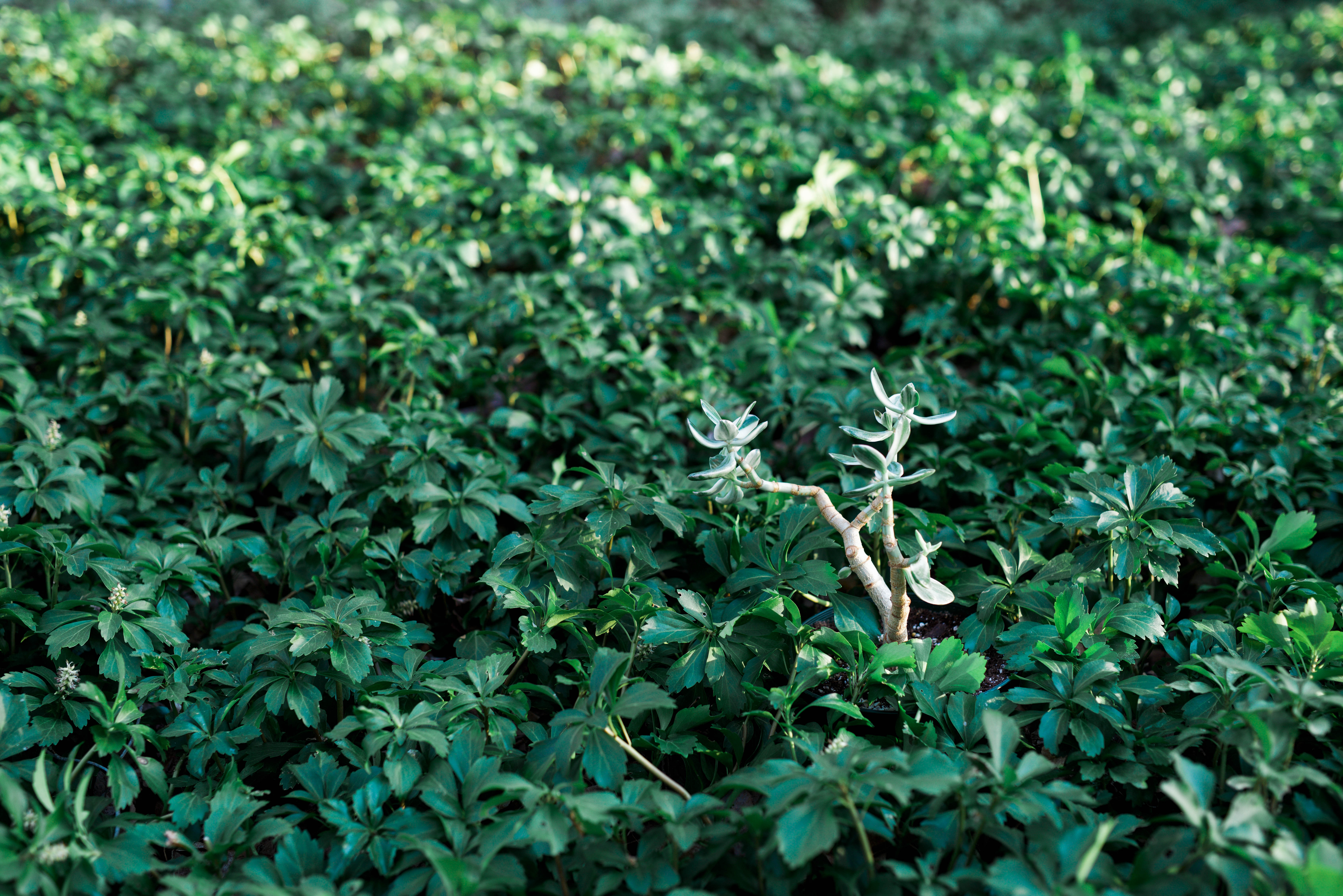

수호초속은 회양목과의 한 속이다.

## 하위 종
- 수호초